# 王利发
王利发（1934年—2018年4月2日），河北清苑人，中国男子篮球运动员、教练。1999年被评选为中国篮球50杰。2018年4月2日，王利发因病逝世，享年84岁。